# موقع شاركني دروسي
شاركني دروسي (Share My Lesson) هو موقع إلكتروني يحتوي على مصادر تعليمية مجانية تبلغ أكثر من 259.000 مصدر تعليمي.; وقد أُطلق الموقع رسميًا في 19 يونيو 2012.

## معلومات تاريخية
شارك الاتحاد الأمريكي للمعلمين مع ملحق تايمز التعليمي البريطاني بهدف بناء أضخم مجتمع على الإنترنت خاص بـالمعلمين الأمريكيين حتى يمكنهم التعاون ومشاركة مصادر التعليم والأفكار المبتكرة. وهناك تركيز كبير على المصادر لإرشاد المعلمين إلى تطبيق معايير رسمية أساسية مشتركة جديدة. تم الإعلان عن موقع «شاركني دروسي» في 19 يونيو من عام 2012، في المؤتمر العالمي للتعليم بـجامعة ستانفورد. ويقوم الاتحاد الأمريكي للمعلمين وموقع TSL التعليمي (ملاك ملحق تايمز التعليمي) باستثمار 10 ملايين دولار في تطوير هذا الموقع.
في حديثها عند إطلاق الموقع قالت راندي وينغارتن، رئيسة الاتحاد الأمريكي للمعلمين، إنه كان هناك حاجة للجودة وخطط الدروس التي يقيمها الأقران التي لم توفرها مواقع مشاركة المصادر الأخرى في الوقت الحالي.
حصل الموقع على دعم وزير التعليم آرني دانكان، الذي قال بأن البرنامج سيفيد المعلمين في كل مكان. «يجب أن ندعم العمل المعقد والجبار الذي يقوم به المعلمون في كل مناسبة، بما في ذلك عن طريق مشاركة وتعزيز أفضل الممارسات من خلال المصادر عبر الإنترنت ومجتمعات الممارسة» كما قال.

## وصلات خارجية
- الموقع الرسمي
- Times Educational Supplement
- American Federation of Teachers

‌